# Maria Rosa Coccia
Maria Rosa Coccia (Roma, 4 gennaio 1759 – Roma, novembre 1833) è stata una clavicembalista e compositrice italiana, prima donna a conseguire il titolo di Maestro di Cappella all'Accademia Nazionale di Santa Cecilia a Roma.

## Biografia
Maria Rosa Coccia nasce a Roma. Bambina prodigio, a 10 anni già si esibisce pubblicamente al cembalo tra l'ammirazione generale. Studia composizione e nel 1772, all'età di 13 anni, completa sei sonate per clavicembalo e l'oratorio Daniello, del quale si ignora il librettista. L'oratorio fu eseguito il 20 dicembre dello stesso anno nell'Oratorio di S. Filippo Neri, a dispetto di una tradizione secondo cui le donne non potevano partecipare all'evento.
Nel 1716 papa Clemente XI aveva decretato che chiunque praticasse musica a Roma dovesse entrare all'Accademia Nazionale di Santa Cecilia e superare l'esame per diventare Maestro di Capella. Benché nessuna donna lo avesse mai fatto prima, Coccia presentò domanda di ammissione, giungendo, sotto la guida di Sante Pesci, a 16 anni a superare l'esame e a ricevere il titolo di Maestro di Cappella. Come compositrice praticante, fu anche ammessa all'Accademia de' Forti di Roma.
Nel 1780 il Maestro di Cappella Francesco Capalti della Cattedrale di Narni attaccò la composizione presentata agli esami da Coccia e mise quindi in discussione il conseguimento del titolo. Coccia fu difesa pubblicamente da Michele Mallio nel suo Elogio storico della signora Maria Rosa Coccia romana (Roma, 1780), contenente lettere di sostegno di Pietro Metastasio, Carlo Broschi e Giovanni Battista Martini. Anche Pasquale Antonio Basili nel 1784 pubblicò una lettera aperta in difesa di Coccia e contro le critiche di Capalti.
Nonostante i promettenti inizi, la carriera di Coccia non decolla. In quanto donna, benche' in possesso del titolo, non le è permesso di praticare la professione di Maestro di cappella e i suoi tentativi di trovare una posizione come compositrice falliscono. A Coccia non resta che adattarsi a incarichi di insegnamento privato.
Maria Rosa Coccia muore a Roma nel 1833.

## Opere (parziale)
- Sei suonate per clavicembalo
- Daniello nel lago dei leoni, oratorio in due parti, Roma, Chiesa Nuova, 1772 [perduto]
- L'isola disabitata (P. Metastasio), 1772 [perduto]
- Hic vir despiciens mundum, fuga a 4 voci, Roma, 1774 (saggio d'esame per il conseguimento del titolo di Maestro di Cappella alla Congregazione di S Cecilia)
- Magnificat, per soprano, contralto e organo (1774)
- Dixit Dominus, 8 voci, organo (1775)
- Il trionfo d'Enea, cantata in due parti (1779)
- Arsinoe, cantata, 4 voci e orchestra (1783)
- Confitebor, per soprano e organo
- ‘Qualche lagrime spargete’ from Semiramide [perduto]
- Salve Regina, per due voci e organo
- Veni Creator Spiritus, per 4 voci e  organo
- 4 psalms [perduto]